# Amandine Doré
Pour les articles homonymes, voir Doré et Bonne.
 (mai 2024).
Si vous disposez d'ouvrages ou d'articles de référence ou si vous connaissez des sites web de qualité traitant du thème abordé ici, merci de compléter l'article en donnant les références utiles à sa vérifiabilité et en les liant à la section « Notes et références ».
Amandine Doré, ou Madame ***, pseudonymes d'Odette Amandine Bonne, née le 14 mars 1912 dans le 18e arrondissement de Paris et morte le 24 avril 2011 dans le 19e arrondissement de Paris,, est une artiste peintre, illustratrice et écrivaine française.

## Biographie
Née dans une famille qui se réclame d'un grand ancêtre, Gustave Doré, Odette Bonne étudie son art à Paris à l'Académie de la Grande Chaumière ainsi qu'à l'École des beaux-arts de Paris et débute comme peintre et illustratrice pour la revue La Vie Parisienne. Elle produit des illustrations érotiques sous le pseudonyme d'« Amandine Doré » et d'autres plutôt pornographiques sous le pseudonyme de « Madame *** ».
Elle rencontre le romancier belge Albert t'Serstevens par l'intermédiaire de son frère, l'éditeur André Bonne, qui l'envoie chez l'écrivain pour étudier une possibilité d'illustration d'un texte sur les corsaires. Elle l'épouse en 1947 à Papeete (Tahiti, Polynésie française). Elle débute alors une activité d'illustratrice pour les livres de voyages de son mari, notamment à l'aquarelle et à la pointe sèche. Elle dessine aussi des foulards tout en continuant sa production érotique.
Ils résident trois ans en Polynésie puis voyagent en Grèce, aux Îles Éoliennes, en Sicile, en Sardaigne, en Espagne, ainsi qu'au Maroc et au Mexique.

## Publications
- Amandine Doré et Albert t'Serstevens, L'Homme au T apostrophe, biographie, illustrations d'Amandine Doré, éditions Durante, Paris 2002, 167 pages,  (ISBN 978-2912400123)
- Amandine Doré, Les Continents, album à colorier, illustrations d'Amandine Doré, éditions Albin Michel, Paris 1947.

## Illustrations
- Tallemant des Réaux, Histoires Galantes
- Pierre Louÿs, Chansons de Bilitis, pour Les Chefs-d'Œuvre de Pierre Louÿs